# Erzstiftisch-salzburgische Armee

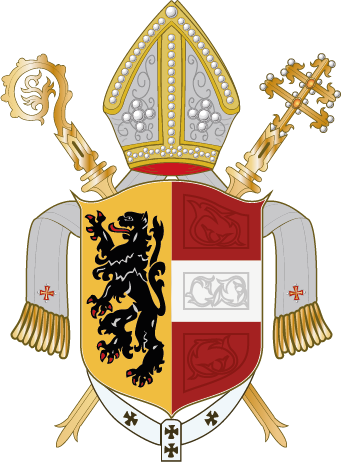
Wappen des Erzstifts Salzburgs

Die erzstiftisch-salzburgische Armee war das stehende Heer des Erzstifts Salzburg vom ersten Drittel des 17. Jahrhunderts bis zur Auflösung infolge des Reichsdeputationshauptschlusses 1803.

## Geschichte der Armee
Salzburg war eines der großen geistlichen Territorien des Heiligen Römischen Reiches und spielte bereits im Mittelalter eine bedeutende militärische Rolle. Nach der Eroberung von Konstantinopel durch die Osmanen wurde 1494 unter Fürsterzbischof Friedrich V. von Schaunberg eine Landfahne eingeführt. Diese Miliz bestand aus zehn Prozent der Einwohner und betrug in der Regel 300 Mann pro definierten Bezirk, ein Mehrbedarf wurde durch Söldner ergänzt.
Das Erzstift stellte nach der Reichsmatrikel von 1522 60 Reiter, 277 Fußsoldaten und 500 Gulden für die Reichsarmee.  Im Dreißigjährigen Krieg, aus dem sich Salzburg heraushalten konnte, führte Fürsterzbischof Paris Graf von Lodron einen Ausbau der Befestigungen durch und hielt ein ständig bereites Heer vor, das in der alten „Thürnitz“ im Bereich des heutigen Ferdinand-Hanusch-Platzes in Salzburg stationiert war.
Wie alle Reichsstände hatte auch das Erzstift im Zuge des Westfälischen Friedens das Recht auf Unterhalt eines stehenden Heeres erhalten. Sogleich begannen viele Reichsfürsten mit dem Aufbau auf Dauer angelegter eigener bewaffneter Strukturen.
Vier verschiedene Truppengattungen formierten das Salzburger Militär:
1. Die Leibgarde des Fürsterzbischofs, die älteste stehende Formation des Salzburger Militärs.
2. Das Stadtkommando bestand aus 6 Füsilierkompanien zu je 70 Mann und 1 Grenadierkompanie.
3. Im Schloss- und Landkommando dienten viele in der Stadt Geborene (Soldatenkinder) und ältere Soldaten, welche beim Stadtkommando ausgemustert und zur Ergänzung abgegeben worden waren.
4. Die Artillerie unterhielt man zur Bedienung der Festungs- und Feldartillerie.

Wichtigste Festungen waren die Festung Hohensalzburg und die Festung Hohenwerfen.
Hunderte Salzburger Landeskinder kämpften im 17. Jahrhundert in salzburgischen Regimentern in den Türkenkriegen und waren 1683 auch an der Befreiung Wiens von den Türken beteiligt. Ab 1701 sollte der Ruperti-Ritterorden dem Mangel an militärischem Führungspersonal abhelfen, indem junge Salzburger Adelige für Militärkarrieren vorbereitet wurden. Schon wenige Jahre später verteidigte im Spanischen Erbfolgekrieg ein Regiment mit 10 Kompanien zu je 150 Mann die Stadt Freiburg im Breisgau gegen die Franzosen. Rund 1500 Mann waren dabei in ständigem Kriegseinsatz. 1799 belagerten und bombardierten französische Revolutionstruppen die Festung Philippsburg bei Karlsruhe. Unter den Verteidigern waren wiederum viele Salzburger Truppen, deren Reste erst zwei Jahre später in das Fürsterzbistum, das knapp vor seiner Auflösung stand, zurückkehrten. An der Schlacht auf dem Walserfeld bei Salzburg im Zweiten Koalitionskrieg zwischen dem 12. und 14. Dezember 1800 waren daher keine salzburgischen Soldaten beteiligt.
Das Ende des Erzstifts mit dem Reichsdeputationshauptschluss vom 25. Februar 1803 bedeutete auch das Ende für die erzstiftisch-salzburgische Armee, die in die Kurfürstlich-Salzburgische Armee unter Großherzog Ferdinand III. von Toskana überging. Diese beteiligte sich nicht am 3. Koalitionskrieg.
Im Frieden von Preßburg vom 26. Dezember 1805 kam Salzburg mit dem Berchtesgadener Land an das Kaisertum Österreich, unter Erzherzog Johann entstand die Salzburger Landwehr.
1809/1810 kam Salzburg an das Königreich Bayern. Im Ergebnis des Wiener Kongresses kam der Großteil Salzburgs mit dem Vertrag von München im Frühjahr 1816 zu Österreich.